# Luo Jin
Dans ce nom chinois, le nom de famille, Luo, précède le nom personnel Jin.
Luo Jin (罗晋), né le 30 novembre 1981, est un acteur et chanteur chinois. En 2006, il est diplômé de l'Académie de cinéma de Pékin. Il est particulièrement connu pour ses rôles dans Diamond Lover (2015) et The Princess Weiyoung (2016), avec l'actrice Tiffany Tang, Love's Lies ou The Way We Were. Il joue dans de nombreux films et séries télévisées, le film Fujian Blue  (2007) lui permettant de remporter le prix du Festival International de Vancouver. Il interprète en 2010 le rôle de Li Wei, l'amant de Hai, dans le film mexico-espagnol Biutiful, avec l'acteur Javier Bardem, ce film étant diffusé ensuite au Festival de Cannes de la même année. 

## Carrière
Luo Jin est originaire de la ville de Yichun,dans le Jianxi. Il étudie les arts martiaux depuis son plus jeune âge. Après avoir obtenu son diplôme de l'Académie de Pékin, il intègre la China Coal Mine Cultural Troupe, puis fait ses débuts en tant qu'acteur en 2003 dans la série télévisée The Showroom Tales . Il crée son propre studio de productions, le Luo Jin Studio .

## Filmographie

### Films
| Année | Titre anglais        | Titre original   | Rôle      | Notes |
| ----- | -------------------- | ---------------- | --------- | ----- |
| 2007  | Fujian Blue          | 金碧辉煌         | A Long    |       |
| 2010  | Biutiful             | 美错             | Li Wei    |       |
| 2010  | River on Air         | 不可复制的恋人   | Lu Yang   |       |
| 2010  | Good Morning My Love | 早安我的爱       | Wang Hai  | [ 5 ] |
| 2016  | Xuan Zang            | 大唐玄奘         | Li Chang  |       |
| 2017  | Once Upon a Time     | 三生三世十里桃花 | Zhe Yan   |       |
| 2017  | Ash                  | 追·踪            | Wang Dong | [ 6 ] |
| 2021  | Endless Summer       | 八月未央         | Zhao Yan  | [ 7 ] |

### Séries télévisées
| Année | Titre anglais                 | Titre original             | Rôle                           | Notes         |
| ----- | ----------------------------- | -------------------------- | ------------------------------ | ------------- |
| 2003  | The Showroom Tales            | 售楼处的故事               | A Xing                         |               |
| 2008  | The Eyes of War               | 战争目光                   | Yuan Gao                       |               |
| 2008  | Dream Heaven                  | 梦幻天堂                   | Chen Zibu                      |               |
| 2008  | Forever Justice               | 正义永恒                   | Yu Min                         |               |
| 2008  | Beautiful Southern            | 美丽的南方                 | Chen Qiming                    | [ 8 ]         |
| 2010  | Beauty's Rival in Palace      | 美人心计                   | L'empereur Hui / Lord Douchang |               |
| 2010  | Three Kingdoms                | 三国                       | l'empereur Xian                |               |
| 2011  | Marriage Code                 | 婚姻密码                   | Wang Yi                        |               |
| 2011  | A Cheng                       | 阿诚                       | A Cheng                        | [ 9 ]         |
| 2011  | Far Away the Eagle            | 远去的飞鹰                 | Wu Haiwen                      |               |
| 2011  | Beauty World                  | 唐宫美人天下               | Ji Dapeng                      |               |
| 2011  | Hidden Intention              | 被遗弃的秘密               | Zhou Tianqi                    | [ 10 ]        |
| 2012  | Mu Guiying Takes Command      | 穆桂英挂帅                 | Yang Zongbao                   |               |
| 2012  | Little Cabbage Unique Case    | 小白菜奇案                 | Lin Gongshu                    | [ 11 ]        |
| 2012  | Beauties of the Emperor       | 王的女人                   | Hai Tian                       |               |
| 2012  | A Beauty in Troubled Times    | 乱世佳人                   | Chong Yang                     | [ 12 ]        |
| 2013  | Agent X                       | X女特工                    | He Junfeng                     |               |
| 2013  | Weaning                       | 断奶                       | Wu Zhonglin                    | [ 13 ]        |
| 2013  | Love's Discussion             | 爱的相对论                 | Yuan Ye                        | [ 14 ]        |
| 2014  | Lend me Your Hands            | 错放你的手                 | Yuan Kun                       | [ 15 ]        |
| 2014  | Me and My Amazing Grandma     | 我和我的传奇奶奶           | Gou Wa                         | [ 16 ]        |
| 2014  | Good Wife 101                 | 幸福36计                   | Tong Xiaoqi                    | [ 17 ]        |
| 2014  | 10 Rides of Red Army          | 十送红军                   | Gao Fuxing                     | [ 18 ]        |
| 2014  | Cosmetology High              | 美人制造                   | Di Jiang                       | [ 19 ]        |
| 2015  | My Three Fathers              | 爸爸父亲爹                 | Ning Wuyuan                    | [ 20 ]        |
| 2015  | Diamond Lover                 | 克拉恋人                   | Lei Yiming                     |               |
| 2015  | Robber                        | 枪侠                       | Tang Yumian                    | [ 21 ]        |
| 2015  | Narrow Road                   | 狭路                       | Ma Long                        | [ 22 ]        |
| 2016  | Six Doors                     | 六扇门                     | Sun Xin                        | Acteur invité |
| 2016  | The Princess Weiyoung         | 锦绣未央                   | Tuoba Jun, l'empereur Wencheng |               |
| 2018  | Love's Lies                   | 真爱的谎言之破冰者         | Jin Yuan                       |               |
| 2018  | The Way We Were               | 归去来                     | Shu Che                        |               |
| 2018  | My Story for You              | 为了你，我愿意热爱整个世界 | Zhang Changgong                |               |
| 2019  | Behind The Scenes             | 幕后之王                   | Chun Yuqiao                    |               |
| 2019  | The Gods                      | 封神                       | Yang Jian                      |               |
| 2019  | Royal Nirvana                 | 鹤唳华亭                   | Xiao Dingquan                  |               |
| 2020  | I Will Find You a Better Home | 安家                       | Xu Wenchang                    |               |
| 2021  | A Land So Rich in Beauty      | 江山如此多娇               | Pu Quansheng                   | [ 24 ]        |
| 2021  | Ebola Fighters                | 埃博拉前线                 | Zheng Shupeng                  | ,             |
| 2022  | The Story of Xing Fu          | 幸福到萬家                 | Guan Tao                       | [ 27 ]        |
| 2022  | Out of Court                  | 庭外                       | Qiao Shaoting                  | [ 28 ]        |
| 2022  | The Long River                | 天下长河                   | Xuanye, l'empereur Kangxi      |               |
| 2024  | Scout Hero                    | 侦察英雄                   | Liang Chen                     |               |
| 2025  | Breaking the shadows          | 乌云之上                   | Zhong Wei                      | [ 29 ]        |

## Discographie
| Année     | Titre anglais                 | Titre original | Album                                     | Notes             |
| --------- | ----------------------------- | -------------- | ----------------------------------------- | ----------------- |
| 2011      | This Season                   | 这个冬季       | NC                                        |                   |
| 2012      | Using a Lifetime to Reminisce | 用一生回憶     | A Beauty in Troubled Times OST            | avec Tiffany Tang |
| 2012      | Love Won't Regret             | 爱不后悔       | A Beauty in Troubled Times OST            |                   |
| 2013      | Separation                    | 离合           | Agent X OST                               |                   |
| 2014      | Another Half                  | 另一半         | Good Wife 101 OST                         |                   |
| 2015      | If I Promise You              | 如果我答应你   | Diamond Lover OST                         |                   |
| 2016 2018 | Heavenly Gift Confession      | 天賦           | The Princess Weiyoung OST Love's Lies OST | avec Tiffany Tang |

## Prix et récompenses
| Année | Récompense                                                   | Catégorie                                     | Série ou film nommé              | Résultat   | Ref.              |
| ----- | ------------------------------------------------------------ | --------------------------------------------- | -------------------------------- | ---------- | ----------------- |
| 2007  | Dragons and Tigers Award                                     | Vancouver international Film Festival         | Fujian Blues                     |            | [ 30 ]            |
| 2011  | 2ème China TV Drama Awards                                   | Acting Idol Award                             |                                  | Lauréat    | [ 31 ]            |
| 2013  | 5ème China TV Drama Awards                                   | Acteur le plus populaire (Chine continentale) | Agent X                          | Lauréat    | [ 32 ]            |
| 2014  | 5ème China Student Television Festival                       | Acteur le plus populaire                      | Ten Rides of Red Army            | Lauréat    |                   |
| 2016  | 8ème Festival International de cinéma de Macau               | Meilleur rôle secondaire                      | Xuan Zang                        | Nomination | [réf. nécessaire] |
| 2016  | 8ème China TV Drama Awards                                   | Acteur le plus populaire                      | The Princess Weiyoung            | Lauréat    | [ 33 ]            |
| 2017  | 2ème China Quality Television Drama Ceremony                 | Meilleur acteur selon les médias              | The Princess Weiyoung            | Lauréat    | [ 34 ]            |
| 2017  | 22ème Huading Awards                                         | Meilleur acteur (série historique)            | The Princess Weiyoung            | Nomination | [réf. nécessaire] |
| 2017  | 2ème Weibo Movie Awards Ceremony                             | Meilleur acteur attendu                       | NC                               | Lauréat    |                   |
| 2018  | 24ème Huading Awards                                         | Meilleur acteur (Série moderne)               | The Way We Were                  | Nomination | [ 35 ]            |
| 2019  | 4ème China Quality Television Drama Ceremony                 | Star la plus influente de l'année             | NC                               | Lauréat    | [ 36 ]            |
| 2019  | Golden Bud - Festival The Third Network Film And Television  | Acteur de qualité                             | NC                               | Lauréat    | [ 37 ]            |
| 2019  | 6ème The Actors of China Award Ceremony                      | Meilleur acteur (Catégorie Saphir)            | Behind The Scenes                | Nomination | [ 38 ]            |
| 2019  | Golden Bud - Festival The Fourth Network Film And Television | Meilleur acteur                               | Behind The Scenes, Royal Nirvana | Nomination | [ 39 ]            |
| 2020  | 7ème The Actors of China Award Ceremony                      | Meilleur acteur (catégorie saphir)            | NC                               | Nomination | [ 40 ]            |